# ゼノビア (小惑星)
ゼノビア (840 Zenobia) は、小惑星帯に位置する小惑星である。ハイデルベルクのケーニッヒシュトゥール天文台でマックス・ヴォルフによって発見された。
3世紀に活躍したパルミラ帝国の女王、ゼノビアに因んで命名された。